# Катерина Скарпелліні
Катерина Скарпелліні (італ. Caterina Scarpellini; 29 жовтня 1808, Фоліньйо — 28 листопада 1873, Рим) — італійська астрономка і метеорологиня.

## Життєпис
Катерина Скарпелліні народилася 1808 року у Фоліньйо. Рід Скарпелліні відомий внеском у науку. Найвидатнішим його представником був дядько і хрещений батько Катерини, астроном Фелічіано Скарпелліні, який очолював обсерваторію при університеті Сап'єнца, одну з перших у країні.
Катерина з ранніх років виявляла інтерес до науки. Живучи поруч з обсерваторією на Капітолійському пагорбі, вона особливо захопився астрономією. Через стать Катерина не могла офіційно вступити до університету, проте дядько навчив її, разом зі своїми студентами в університеті Сап'єнца, поводитися з астрономічними приладами. Під час цих занять Катерина познайомилася зі своїм майбутнім чоловіком, Еразмом Фабрі, який після весілля взяв її прізвище.
Від 20-річного віку і до самої смерті Катерина активно займалася наукою. 1847 року вона стала редакторкою журналу Correspondenza Scientifica in Roma, який публікував статті з широкого спектру тем. Від кінця 1880-х років Катерина Скарпелліні очолювала метеорологічну станцію на Капітолійському пагорбі. Шість разів на день вона записувала результати спостережень, які потім публікувалися в Correspondenza Scientifica і в новинному бюлетені Метеорологічного товариства Франції. 1864 року вона опублікувала спільне дослідження з Паоло Перені про хімічний аналіз піску, який випав у Римі в лютому того ж року: сильними вітрами пісок принесено із Сахари. Публікації Скарпелліні астрономічної тематики стосувалися комет і метеорів; 1854 року вона відкрила нову комету. Вона також склала перший в Італії каталог метеорів і була єдиною з астрономів Риму, які спостерігали метеорний потік Леоніди 1866 року. Крім того, Скарпелліні писала статті про періодичність сонячних плям, кілець Сатурна і висловлювала власні гіпотези щодо формування планет і небесної механіки.
Крім астрономії, Катерина Скарпелліні цікавилася явищами електрики і магнетизму. 1853 року вона опублікувала статтю про слабкий електричний струм під час м'язових скорочень. Її публікацію про вплив Місяця на землетруси високо оцінили Королівський геологічний інститут у Відні, Імператорське Московське товариство дослідників природи та інші іноземні товариства. 1872 року Міністерство освіти Італії нагородило Катерину Скарпелліні срібною медаллю за внесок у науку.
Катерина Скарпелліні померла 28 листопада 1873 року в Римі. На її честь названо один з кратерів на Венері.